# Jiří Diviš
Jiří Diviš (4. května 1886, Přelouč – 2. července 1959, Praha) byl český chirurg. Zabýval se kardiochirurgií, neurochirurgií a válečnou chirurgií. Je zakladatelem a průkopníkem hrudní chirurgie, léčby plicních metastáz. V tomto oboru je obecně považován za držitele světového prvenství.

## Život
Narodil se v rodně přeloučského ředitele cukrovaru Jana Vincence Diviše. 
Studoval v Praze na Lékařské fakultě Karlovy Univerzity. V roce 1921 provedl s prof. Rudolfem Jedličkou první thorakoplastiku u nás, v roce 1927 první resekci plic pro metastázu sarkomu, a roku 1931 poprvé lobektomii pro nádor. Za svůj život se stal čestným členem Rakouské rentgenologické společnosti, pařížské Chirurgické akademie a Francouzské chirurgické asociace v Paříži. Přispěl k výstavbě Motolské nemocnice v Praze, kde byl přednostou chirurgického oddělení (od 1943). Roku 1954 byl zvolen za člena Československé akademie věd. Byl také literárně činný, je autorem mnoha autobiografických povídek.

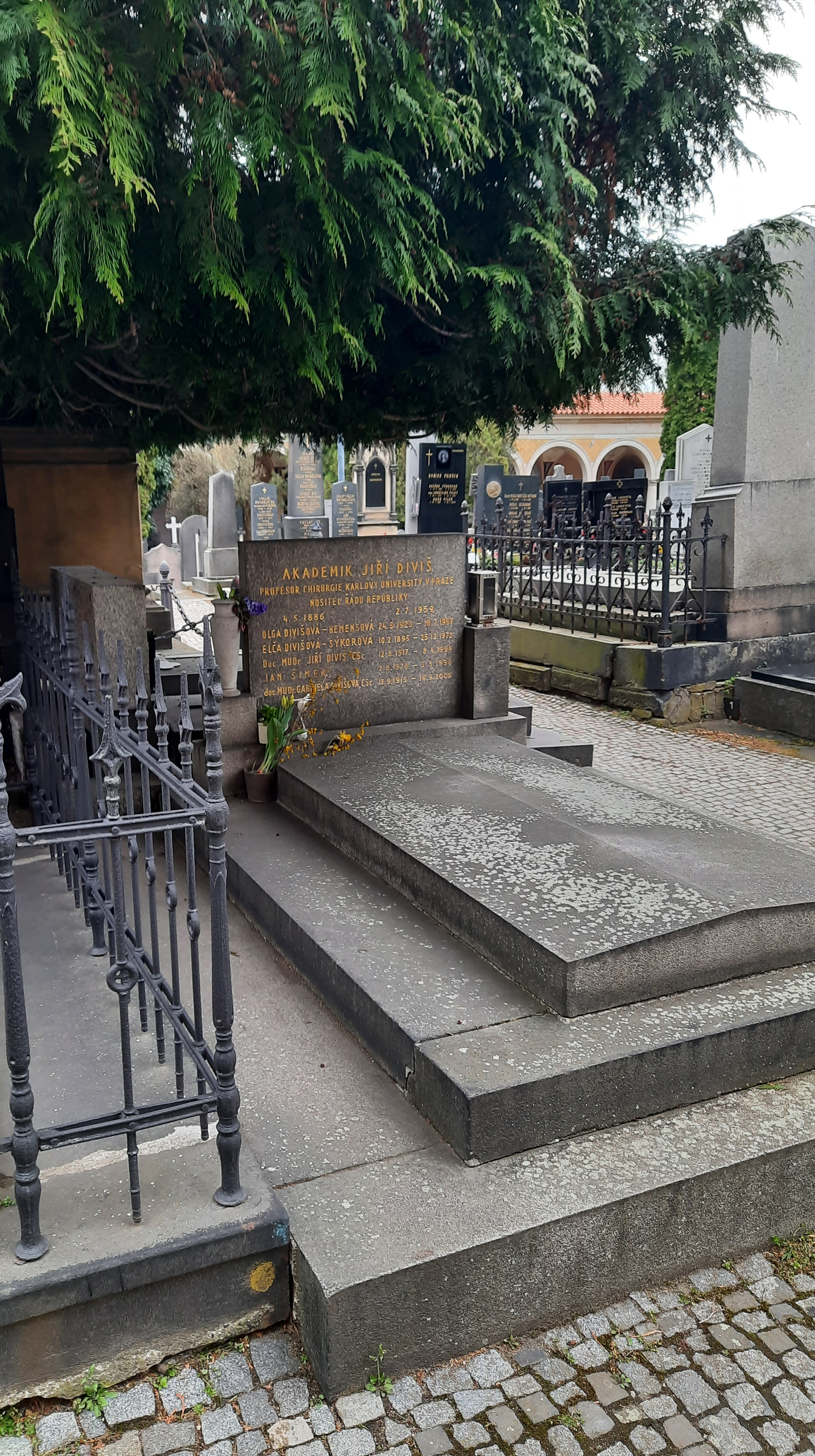
Hrobka rodiny Jiřího Diviše na Vyšehradském hřbitově

Zemřel roku 1959 v Praze a byl pohřben na Vyšehradském hřbitově.